# École supérieure des arts de la scène de Bratislava
L’École supérieure des arts de la scène de Bratislava (en slovaque : Vysoká škola múzických umení v Bratislave, VŠMU) est un établissement d'enseignement supérieur artistique et de recherche slovaque créé à Bratislava en 1949.

## Facultés
L'établissement regroupe trois facultés :
- Faculté de théâtre (Divadelná fakulta Vysokej školy múzických umení, DF VŠMU)
- Faculté de danse et de musique (Hudobná a tanečná fakulta Vysokej školy múzických umení, HTF VŠMU)
- Faculté du cinéma et de la télévision (Filmová a televízna fakulta Vysokej školy múzických umení, FTF VŠMU)

## Recteur
Depuis 2015, la rectrice est la pianiste Mária Heinzová, antérieurement doyenne de la Faculté de danse et de musique. Ses prédécesseurs sont le peintre Milan Rašla (2011-2015), antérieurement vice-recteur qui avait succédé au cinéaste Ondrej Šulaj, ancien doyen de la faculté de cinéma, recteur pendant deux mandats consécutifs : 2003-2007 et 2007-2011.

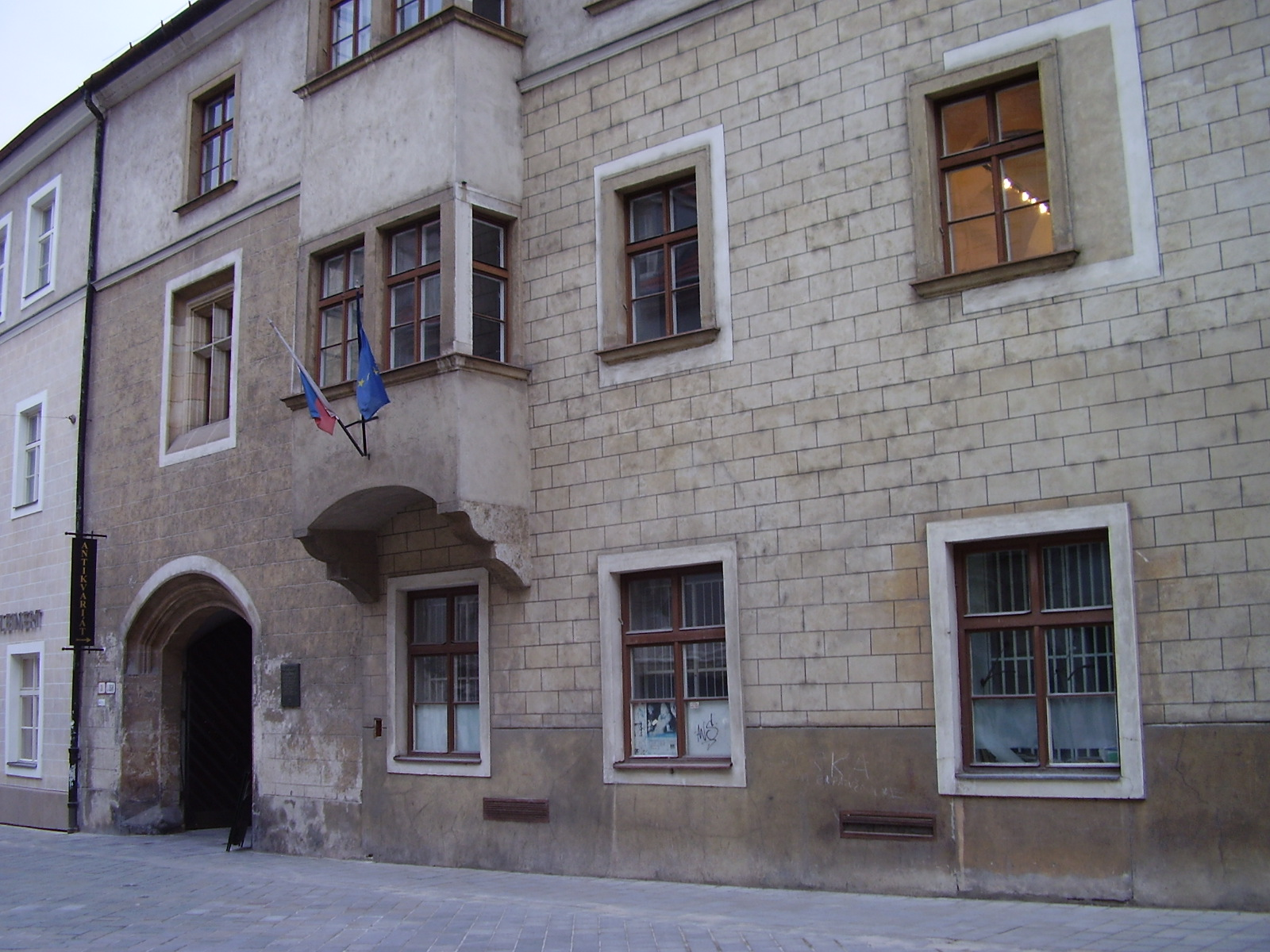
La faculté de théâtre de la Vysoká škola múzických umení v Bratislave, rue Ventúrska.